# مرتضی اعظمی لرستانی
مرتضی اعظمی لرستانی (۱۲۹۷–۱۳۷۰) فعال سیاسی ایرانی و نماینده دوره اول مجلس شورای اسلامی حوزه انتخابیه لرستان (خرم‌آباد) بود (تعداد آراء: ۳۵٬۵۱۹ درصد آراء: ۵۱٫۲۰). 
او پدر  هوشنگ اعظمی لرستانی و از بزرگان ایل بیرانوند است.

## زندگی
مرتضی خان اعظمی فرزند علیمردان خان بیرانوند ملقب به امیر اعظم در اسفندماه سال ۱۲۹۷ در منطقه چغلوندی به دنیا آمد.                                           در بدو تولد به دایه سپرده شد که نشان از سنتی دیرین در رسوم عشایری لرستان دارد، در سنین کودکی پدرش به قتل رسید؛ پس از کشته شدن پدر تحت سرپرستی برادر بزرگترش (علیرضا خان اعظمی) قرار گرفت.تحصیلات ابتدایی را نزد مکتب داران قدیمی در بروجرد فراگرفت ، به هنگامه تبعید نیز مدتی در مدرسه شاهرضای مشهد مشغول تحصیل بود که این سیر قطع شد و به خدمت سربازی رفت.
رشد و بالندگی در محیط عشایری در همان اوان کودکی منجر به پیوستن ایشان به قوای شورشی عشایر لرستان شد، به نحوی که در سن ۱۲ سالگی و با وجود صغر سن به جرم مبارزه علیه دولت مرکزی بازداشت و در قلعۀ فلک الافلاک محبوس شد. مدتی بعد تحت‌الحفظ و زیر نظر عوامل حکومت پهلوی به همراه سایر اعضای خانواده به کلات نادری تبعید گشت.
پس از شهریور سال (۱۳۲۰)_ به لرستان بازگشت ، واز سال ۱۳۲۷ تا ۱۳۳۰ عهده‌دار سمت بخشدار منطقه چغلوندی بود که عزل گردید و دوباره به مبارزات خود بر علیه  حکومت پهلوی ادامه داد. در این مسیر برای تعیین خط مشی مبارزاتی خود به جبهه ملی پیوست و به سرعت و با جدیت، تلاش خود را جهت حمایت عشایر استان لرستان از شخص محمد مصدق و جبهه ملی ایران به کار گرفت و به یکی از حامیان اصلی جریان طرفدار دولت ملی مصدق در استان لرستان تبدیل شد.
مجموعه این فعل و انفعلات سیاسی حکومت پهلوی را بر آن داشت که مجدداً اعظمی را به زندان منتقل کنند اما این بار با توجه به حسن شهرت و مردمداریش که زبانزد همۀ طوایف و عشایر لرستان بود با مقاومت مردم به ویژه بزرگان ایل بیرانوند مواجه گشتند که این امر موجبات آزادی مرتضی خان اعظمی از زندان را فراهم آورد.
پس از  کودتای ۲۸ مرداد و با ایجاد جو نابسامان سیاسی در کشور، دیگر فعالیت به شکل سابق امکان تداوم نداشت. به همین جهت مرتضی خان اعظمی همچون سایر مبارزین سیاسی ان زمان برای مدتی امکان ادامه فعالیت سیاسی و اجتماعی را نداشت  و در این دوره بیشتر به امور مربوط به کشاورزی می‌پرداخت. بار دیگر در سال ۱۳۵۳ به علت شورش مسلحانه فرزندش هوشنگ اعظمی به زندان افتاد و تا آستانه انقلاب سال ۱۳۵۷ در زندان بود.
پس از آزادی از زندان در اولین دوره مجلس شورای اسلامی به نمایندگی از شهرستان خرم‌آباد انتخاب شد و سرانجام پس از تحمل یک دوره بیماری در آذر ماه سال ۱۳۷۰ (خورشیدی) در گذشت.

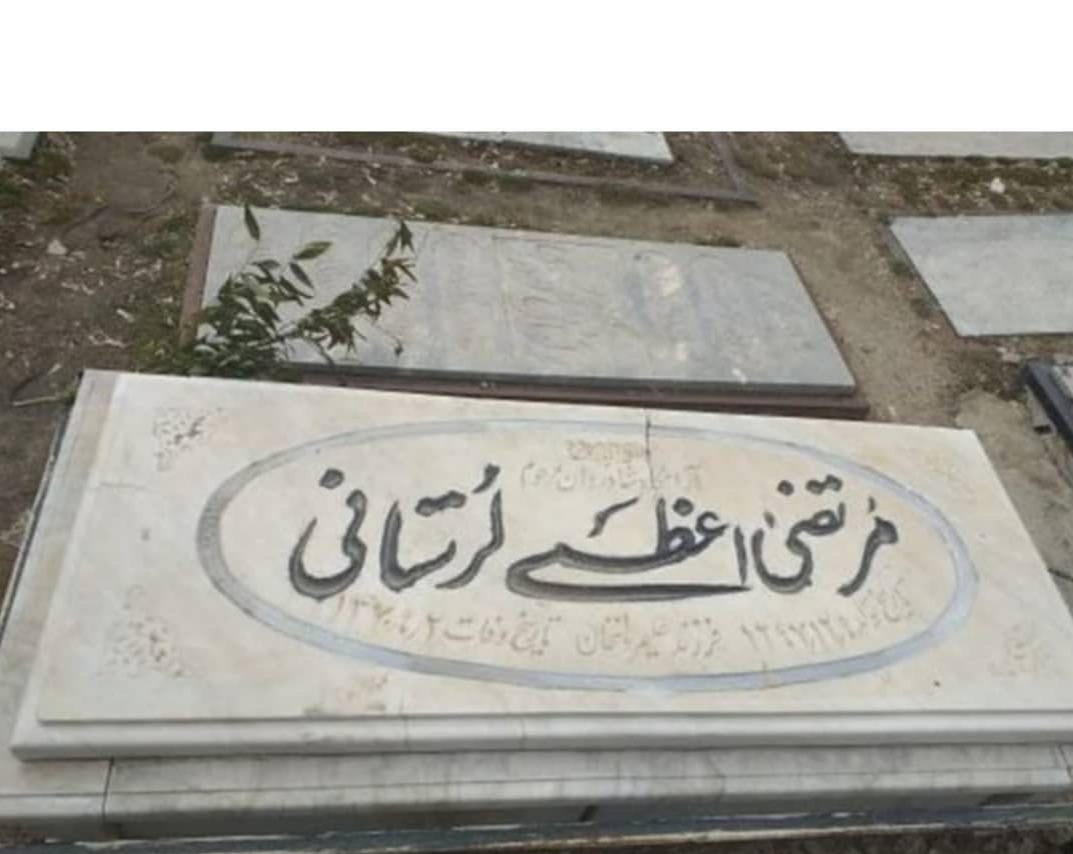
ارامستان جون اباد-بروجرد-مزار شادروان مرتضی خان اعظمی